# Basic Role-Playing
Basic Role-Playing o BRP (en español «juego de rol básico») es un sistema de juego genérico para juegos de rol publicado por primera vez en Estados Unidos por la editorial Chaosium en 1980. Editado varias veces a lo largo de los años su edición más reciente ha sido publicada por Chaosium en junio de 2008.

## Historia
El origen de BRP se encuentra en el sistema de reglas del juego de rol de fantasía heroica RuneQuest (1978), reglas creadas a partir de 1977 por Steve Perrin y Ray Turney (entre otros) para Chaosium y en particular para Greg Stafford y su mundo de fantasía, Glorantha. En 1979 Greg Stafford y Lynn Willis se pusieron a trabajar en ese conjunto de reglas, pero simplificándolas, para poder publicar un sistema genérico de rol, aplicable a cualquier entorno de juego de rol. Así nació Basic Role-Playing en 1980. Chaosium utilizó ese sistema de juego como base para un gran número de sus juegos de rol, empezando por Stormbringer en 1981, pronto seguido de La llamada de Cthulhu en ese mismo año, de Worlds of Wonder en 1982, de Superworld en 1983 y de algunos otros en los años siguientes.
La primera publicación de Basic Role-Playing consistió en un libreto grapado de 16 páginas incluido en la primera caja que Chaosium comercializó para la segunda edición de su juego de rol RuneQuest en 1980. Sobre la cubierta del libreto (hecha de papel e impresa en blanco y negro) se había añadido la mención Not for Resale («no revender»). La segunda publicación de BRP, también de 16 páginas, contó con una cubierta de cartulina impresa en color que mostraba la que seguramente es la única ilustración del dragón de Chaosium (logotipo de la editorial) no reducida a una simple silueta. Los libretos de 1982 se presentaban a sí mismos como la tercera edición. Al igual que la edición anterior las cubiertas eran de cartulina pero esta vez algunas de ellas tenían un fondo blanco en vez del fondo de color melocotón del año anterior. En 1983 BRP dejó de ser incluido en cajas de juegos y Chaosium no publicó el libreto de la tercera edición independientemente hasta 2002, bajo el título Basic Roleplaying: The Chaosium System. Se trataba de una reimpresión del libreto de 16 páginas también con cubierta de cartulina en color pero esta vez con una ilustración de Chris Appel.
La edición actual de Basic Role-Playing, titulada Basic RolePlaying: The Chaosium Roleplaying System, ha sido publicada el 24 de junio de 2008, en rústica y en color. Esta edición se presenta como un sistema universal de juego adaptable a múltiples géneros y universos (con reglas tanto para armas de fuego como para armas blancas, tanto para poderes mágicos como para superpoderes de superhéroes etc). La ilustración de cubierta consiste en una adaptación del famoso Hombre de Vitruvio, de Leonardo da Vinci. Debido a un retraso acumulado en su publicación, una petición de apasionados de BRP hizo posible la publicación anticipada de una edición limitada y numerada de 1 a 420 y popularmente conocida como Edition Zero («edición cero»). Esta edición anticipada, publicada en 2007, es un compendio de 380 páginas de los diferentes elementos aportados por todos los juegos de rol de Chaosium basados en BRP y retoma la cubierta de 1982.

## Ediciones originales estadounidenses
Entre 1980 y 1983 el libreto de las dos primeras ediciones de BRP fue incluido en las cajas de los siguientes juegos de rol, de tablero y suplementos asociados a ellos:
- 1980: libreto de la primera edición, incluido en:
  - Primera caja de la segunda edición de RuneQuest
- 1981: libreto de la segunda edición, incluido en:
  - Segunda caja de la segunda edición de RuneQuest
  - Caja de la primera edición de La llamada de Cthulhu
  - Caja de Castle Paths
  - Caja de Fantasy Paths
  - Caja de Village Paths
- 1982: libreto de la tercera edición, incluido en:
  - Caja de la edición Designer's Edition de La llamada de Cthulhu
  - Caja de Worlds of Wonder
- 1983: libreto de la reimpresión de la tercera edición, incluido en:
  - Tercera caja de la segunda edición de RuneQuest
- 2002: Basic Roleplaying: The Chaosium System. Reimpresión de la tercera edición, libreto vendido independientemente
- 2007: libro en rústica de la edición anticipada de Basic RolePlaying: The Chaosium Roleplaying System, vendido independientemente
- 2008: Basic RolePlaying: The Chaosium Roleplaying System, libro en rústica vendido independientemente

## Sistema de juego
El sistema de juego consiste, sucintamente, en definir a cada personaje jugador por una serie de características. En RuneQuest básico (la edición en español de 1988) éstas eran Fuerza (FUE), Constitución (CON), Tamaño (TAM), Inteligencia (INT), Personalidad (PER), Destreza (DES) y Aspecto (ASP). Estas características permiten adquirir ciertas competencias o habilidades —saltar, cantar, comerciar, luchar— que se expresan mediante una cifra porcentual (por ejemplo «55%»). La regla central del sistema de juego de RuneQuest (y por lo tanto también de Basic Role-Playing y de todos sus juegos de rol derivados) consiste en llevar a cabo las resoluciones de las acciones de los personajes mediante tiradas de un dado de 100 refiriéndose siempre a esas cifras porcentuales. Los resultados de una tirada de dado de 100 iguales o inferiores al porcentaje de una determinada habilidad son un éxito. Los resultados superiores son un fallo. No sólo los combates sino casi todas las acciones llevadas a cabo por los personajes tanto jugadores como no jugadores son resueltas de esta manera, como escuchar conversaciones a escondidas, montar a caballo u otros animales reales o imaginarios en ciertas condiciones difíciles, nadar, negociar el precio de un objeto, leer o escribir tanto en su propia lengua materna como en una lengua extranjera etc.
En el caso de RuneQuest estas habilidades están agrupadas en categorías de habilidad, cada una de estas categorías viéndose dotada de un modificador (por ejemplo +15) que modifica los porcentajes de todas las habilidades incluidas en la categoría. Estos modificadores se calculan en función de los valores atribuidos a las características principales del personaje. Así, un personaje de pequeño Tamaño, poca Fuerza y mucha Destreza sería muy apropiado para ejercer de ladrón, pues sería escurridizo y rápido. Sin embargo, un personaje con elevados valores de Inteligencia y de Personalidad sería un excelente mago. Como es obvio, los jugadores pueden explotar sus cualidades o dirigirse a obtener la fama por otros caminos.

## Aplicaciones
Como ya ha sido indicado anteriormente BRP fue inmediatamente aplicado por Chaosium a prácticamente todos sus juegos de rol. El primero de sus juegos de rol en utilizar este sistema fue Stormbringer en 1981, pronto seguido por La llamada de Cthulhu en ese mismo año.
- Juegos editados por Chaosium basados en el sistema BRP:
  - RuneQuest (sistema de juego original, 1978)
  - Basic Role-Playing (simplificación del sistema de RuneQuest, 1980)
  - Stormbringer (1981)
  - La llamada de Cthulhu (1981)
  - Worlds of Wonder (1982)
  - Superworld (1983)
  - Ringworld (1984)
  - ElfQuest (1984)
  - Hawkmoon (1985)
  - Nephilim (1992)
  - Elric (1993). Una reedición de Stormbringer

- Los juegos de rol de Chaosium que no estaban basados en el sistema BRP fueron:
  - Pendragón (1985). Este juego usaba un dado de 20 para las resoluciones de acciones.
  - Los Cazafantasmas (1986). Este juego fue creado por Chaosium pero enteramente editado y publicado por West End Games.
  - Príncipe Valiente (1989). Este juego usaba monedas, el resultado de las tiradas se obtenía contando el número de cruces y de caras.
  - La llamada de Cthulhu d20 (2001). Una versión de La llamada de Cthulhu pero adaptada al sistema d20
  - Dragon Lords of Melniboné (2001). Un suplemento para adaptar Elric! al sistema d20

- Ejemplos de juegos de rol españoles basados en el sistema BRP:
  - Aquelarre[11] (1990, editado por Joc Internacional)
  - Far West[12] (1993, editado por M+D Editores)
  - Superhéroes Inc.[13] (1995, editado por Ediciones Cronópolis)
  - Comandos de guerra[14] (sólo las dos primeras ediciones, 1990 y 1994, la tercera -2003- utiliza el Sistema Sombra)

- Ejemplos de juegos de rol chilenos basados en el sistema BRP:
  - El Rey de los Payasos

De algún modo puede considerarse que también Pendragón es heredero del sistema de juego de RuneQuest y de BRP, pues aunque en Pendragón las resoluciones de acciones estén basadas en el uso de un dado de 20 en vez de un dado de 100, el referente de la tirada del dado de 20 no es sino el grado de habilidad del personaje, igual que en el sistema BRP. Del mismo modo que un personaje basado en el sistema BRP que dispone de un 65% en una determinada habilidad debe obtener 65 o menos de 65 en una tirada de dado de 100 para obtener el éxito en su acción, un personaje de Pendragón que dispone de un grado 12 en una determinada habilidad debe obtener 12 o menos de 12 en una tirada de dado de 20 también para obtener el éxito en su acción. La cantidad de percentiles es diferente en los dos sistemas pero la proporción es la misma. En BRP hay 100 percentiles representados por los cien resultados posibles de un dado de cien mientras que en Pendragón hay 5 veces menos: 20 grados posibles de habilidad representados por los 20 resultados posibles de un dado de 20.

## BRP en lengua española
Numerosos juegos de rol dotados del sistema de juego Basic Role-Playing han sido traducidos al español, como por ejemplo RuneQuest, Stormbringer, La llamada de Cthulhu o Nephilim, además de que en España se han producido juegos basados en BRP, los ya citados anteriormente, pero ninguna de las ediciones estadounidenses de BRP ha sido todavía oficialmente traducida al español.